# Hana Vítová
Hana Vítová, rodným jménem Jana Lašková (24. ledna 1914 Praha – 3. března 1987 Praha), byla česká herečka a zpěvačka 30. a 40. let 20. století. Mezi tehdejšími hereckými hvězdami vynikla nejen její přirozená krása s melancholickým nádechem obličeje a tmavými vlasy, ale hlavně její intelekt a pěvecký talent. Od roku 1932 hrála ve více než padesáti filmech, z nichž mnohé jsou hrané a oblíbené i po více než půlstoletí.

## Soukromý život
Vyrůstala v umělecké rodině. Otec Hanuš Lašek (1860–1937) byl sólistou opery Národního divadla a profesorem zpěvu na pražské konzervatoři a pocházel ze západočeských Plas. Byl jazykově nadaný, ovládal šest jazyků. Matka Hana (Nina) byla také operní pěvkyní. V dívčím věku Vítová chtěla být učitelkou, ale na přání rodičů vstoupila na konzervatoř, tu však nedokončila. Po dvou letech odešla na stáž do olomouckého divadla, ale o jejím zvláště pěveckém talentu se dozvěděli Voskovec a Werich, kteří ji roku 1930 angažovali v Osvobozeném divadle. Hodila se jim pro postavu umělé dívky Sirael ve hře Golem. Voskovec a Werich pro ni vymysleli také pseudonym, který užívala až do smrti. Podnětem byl vtip se jménem jejich společného přítele, básníka a dramatika Vítězslava Nezvala.
V Osvobozeném divadle, kde hrála s přestávkami až do jeho uzavření, se zamilovala do Jiřího Voskovce, ale osudovou láskou se pro ni stal operetní zpěvák a herec Jára Pospíšil. Kvůli němu odešla z Osvobozeného divadla do Olomouce, ale brzy se oba společně vrátili do Prahy. Pod tíhou popularity nezbývalo mnoho místa na citový partnerský život, a tak se manželství záhy rozpadlo. Nikdy však na něho nepřestala vzpomínat jako na výborného člověka, umělce i kamaráda.
Určitou dobu hrála v Divadle Oldřicha Nového, kde se seznámila se šéfredaktorem populárního časopisu Kinorevue JUDr. Bedřichem Rádlem (1905–1981), a s tímto pražským elegánem se brzo vzali (sňatek 1942). Bydleli však ve stejném domě jako Rádlova první manželka Světla Svozilová. Z manželství se po válce narodila jediná dcera Bedřiška Rádlová (1946). Ke konci války se starala o Janu Včelákovou, adoptivní dceru Oldřicha Nového, když její oba rodiče byli odvezeni do koncentráku. Když po válce z politických důvodů manžel přišel o práci a i ona sama přestala dostávat nabídky k rolím, jejich manželství se rozpadlo (1955).
Neměla kam jít, a tak zůstala u bývalého manžela a vyvařovala jemu i jeho nové milence. Jejím manželem se nestal R. A. Dvorský, se kterým často vystupovala na zájezdech, ale byla mu za svědka na jeho svatbě. Nový režim přestal mít o oblíbence „buržoazního“ publika zájem. Nakonec se vrátili mezi prosté lidi, které bavili svým zpěvem a vzpomínkami. Kolem televizního konferenciéra Jana Pixy se vytvořila skupina estrádních umělců, mezi nimiž Vítová a Dvorský nechyběli. Ti pak jezdili po českém venkově a byli potěšením pro stovky a tisíce lidí, kteří je znali ze starších filmů. Na estrádní umění je možné mít kritický pohled. Nelze však upřít, že tento druh zábavy byl oblíbený a lidé se na příjezd umělců z Prahy vždy těšili.
Velkou ranou osudu byla sebevražda dcery Bedřišky v jejích dvaceti letech (1966), která patrně kvůli těžce snášeným neurovnaným rodinným poměrům a nenaplnění jednostranné platonické lásky k herci Jiřímu Suchému vyskočila z okna. Kvůli tomu byla Vítová ve svém nitru zcela na dně, ač to ve svých vystoupeních nedávala najevo. V roce 1970 měla vážnou dopravní nehodu, při níž jí ochrnula jedna noha. Propadla alkoholu a po smrti R. A. Dvorského dožívala zcela opuštěná. Zemřela roku 1987 na rakovinu plic a byla pohřbena na Olšanských hřbitovech.

## Umělecká kariéra
Roku 1932 stanula poprvé před filmovou kamerou v nepříliš povedené komedii Děvčátko, neříkej ne. Zazářila až společně s Ljubou Hermanovou ve filmu Peníze nebo život, kde společně zazpívaly píseň Život je jen náhoda, která se záhy stala evergreenem. Pak už následovaly další nabídky a přišly role, v nichž Hana Vítová zazářila skutečným hereckým mistrovstvím.
Ve třicátých letech se stala filmovou hvězdou většinou díky ne příliš umělecky hodnotným naivním i sentimentálním filmům, v nichž často hrála role chudých dívek, které přišly ke štěstí, když se do nich zamiloval bohatý muž znalý světa. Taková je i Matka Kráčmerka, Vdavky Nanynky Kulichovy, Jedna z milionu, Sextánka, Jarčin profesor, Výdělečné ženy nebo Děvče za výkladem. Mnohem výraznější byly dramatické role ve filmech Batalion, Lidé na kře a v historické komedii Cech panen kutnohorských.
Od roku 1930 byla s přestávkami členkou Osvobozeného divadla. Z rolí v Osvobozeném divadle připomeňme Sirael v Golemovi (1931), otrokyni Onomatopoe ve hře Caesar (1932), dále účinkovala ve hrách Osel a stín, Kat a blázen. Kromě krátkého zastavení v Olomouci s Járou Pospíšilem hrála před válkou ještě v letech 1935–1937 v Divadle Vlasty Buriana. Po uzavření Osvobozeného divadla přešla do operetního souboru Švandova divadla a v letech 1941–1942 byla v Divadle Oldřicha Nového, krátce hostovala v Uranii.
Za války dostala své nejlepší životní role, především sehrála výtečně Martu Dekasovou v Nočním motýlu, v němž se dostává z pozice vychovatelky do prostředí pochybného baru. Slavnou průvodní melodii však nezpívala Vítová, ale Míla Spazierová-Hezká. Díky tomuto snímku, který se promítal i v Německu a ve Francii, se stala mezinárodně známou. Milou roli dostala i v komedii Valentin Dobrotivý, kde byla partnerkou svému divadelnímu šéfovi Oldřichu Novému. Hrála i ve dvou německých filmech pod jménem Hana Witt (Der zweite Schuss, 1943 a Freunde, 1945).
Na rozdíl od svých kolegyň Mandlové, Baarové i Gollové se obhájila při obvinění z kolaborace. Přesto po válce hrála už jen v pěti filmech. Posledním významným filmem byla Pytlákova schovanka aneb Šlechetný milionář, vedle Nočního motýla její role nejvýraznější. Hrála tu opět po boku Oldřicha Nového zhrzenou milenku Elén, v jejíž postavě parodovala své prvorepublikové role. Byla natočená krátce po Únoru 1948. Následovaly už jen malé role, poslední filmovou rolí byla referentka MNV (Muž v povětří, s Vlastou Burianem). Objevila se pak ještě v západoněmeckém snímku Dům v Kaprové ulici (1964).
V padesátých letech vystupovala na estrádách, příležitostně v barech a restauracích, v letech 1953–1959 vedla pivovarský kabaret u sv. Tomáše v Praze. Ke konci života se bavila alespoň překlady knih z angličtiny, ruštiny (pro časopis a nakladatelství Svět sovětů) a němčiny, které podepisovala jako Rádlová.

## Citát
| „            | No a pak tam byla Hana Vítová. Ta se jmenovala původně Jana Lašková a my jsme jí vymysleli jméno. Hledali jsme tenkrát mladou dívenku, která by uměla zpívat koloraturu do Golema... Nemusela být vynikající herečka, protože měla hrát jako umělá ženská, a hlavně musela zpívat. A to ona uměla. Tak jsme ji angažovali, a protože se nechtěla jmenovat Lašková, tak jsme přemýšleli, jak by se měla jmenovat. A zrovna šel kolem Nezval a zamával na nás. My jsme mu říkali Vítek, že ano, jmenoval se Vít, Vítězslav Nezval, a tak mě napadlo: "Co kdybyste se jmenovala Vítová?". A ona povídala: "Ano, to by se mi líbilo". A my jsme řekli: "A Hana k tomu, Hana Vítová", a ona na to přistoupila. | “ |
| — Jan Werich | |   |

## Filmografie
- 1932 Děvčátko, neříkej ne! – role: komorná Olly
- 1932 Načeradec král kibiců – role: advokátka Edith Načeradcová
- 1932 Peníze nebo život – role: Hana
- 1932 Právo na hřích – role: pacientka MUDr. Macha
- 1933 Dům na předměstí – role: konzervatoristka Věra Hronová
- 1933 U svatého Antoníčka – role: Vlasta Borecká
- Matka Kráčmerka, 1934 – Betynka Kráčmerová
- Nezlobte dědečka, 1934 – Josefinka, sekretářka u továrníka Daňka
- Pozdní máj, 1934 – Blanka, dcera nadlesního Rysa
- Za řádovými dveřmi, 1934 – učitelka Jindra Remešová
- Hřích mládí, 1935 – Lída Hlubinová
- Jedna z milionu, 1935 – Věra Kalinová
- Tři muži na silnici (slečnu nepočítaje), 1935 – slečna s kolem
- Vdavky Nanynky Kulichovy, 1935 – švadlena Nanynka Kulichová
- Výkřik do sibiřské noci, 1935 – Anuška, schovanka hospodských
- Koho jsem včera líbal?, 1936 – Eva
- Sextánka, 1936 – Eva Martenová
- Srdce v soumraku, 1936 – manikérka Anči Vachová
- Trhani, 1936 – Anna Kopecká
- Ulička v ráji, 1936 – Anička ze střelnice
- Das Gässchen zum Paradies, 1936 – Anička
- Armádní dvojčata, 1937 – Jiřina Weberová
- Batalion, 1937 – Marie Žďárská zvaná Mimi
- Děvče za výkladem, 1937 – Inka
- Jarčin profesor, 1937 – Jarča Drahanová
- Krb bez ohně, 1937 – modistka Elena Kodymová
- Lidé na kře, 1937 – stenotypistka Hanka Junková
- Poslíček lásky, 1937 – sekretářka Jiřina Zvoníčková
- Výdělečné ženy, 1937 – úřednice v rozhlase Kamila Benderová
- Bláhové děvče, 1938 – klavíristka Verona Králová
- Cech panen kutnohorských, 1938 – Mládkova dcera Alžběta
- Cestou křížovou, 1938 – Hanči Vachudová
- Děti na zakázku, 1938 – Marta Kočová
- Klapzubova XI., 1938 – Eva Bínová
- Milování zakázáno, 1938 – prodavačka vysavačů Tonča Navrátilová
- Pod jednou střechou, 1938 – květinářka Julie Novotná
- Vzhůru nohama, 1938 – Otylka
- Jiný vzduch, 1939 – Helena Elisová
- Kdybych byl tátou, 1939 – modistka Míla
- Osmnáctiletá, 1939 – Běla Olivová
- Paní Kačka zasahuje..., 1939 – Mařenká Vomáčená
- U svatého Matějě, 1939 – Máňa Brabencová
- Veselá bída, 1939 – kabaretní zpěvačka Josefina Černá
- Zlatý člověk, 1939 – Pavla Partyková
- Adam a Eva, 1940 – Eva Trojanová
- Píseň lásky, 1940 – Jana, dcera Kamily Vondrákové
- Pro kamaráda, 1940 – Marie Topinková – Dlabalová
- Směry života, 1940 – Boženka Soukupová
- 1940 Štěstí pro dva – role: Helena, snoubenka Jiřího Hájka
- 1941 Noční motýl – role: Marta Dekasová
- 1942 Karel a já – role: Lucie Jandová
- 1942 Valentin Dobrotivý – role: Helena Bártová
- 1943 Šťastnou cestu – role: prodavačka Milena
- 1943 Der Zweite Schuss – role: Maris Schwanderer
- 1944 Jarní píseň – role: operní pěvkyně Jana Mirská-Sequencová
- 1944 Sobota – role: Helena, žena Petra Málka
- 1945 Jenom krok – role: neuvedena (film nedokončen)
- 1945 Freunde – role: Alix
- 1947 Znamení kotvy – role: Pavla Marková alias Miss Camilla
- 1949 Pytlákova schovanka aneb Šlechetný milionář – dvojrole: Elén Hadrbolcová, Elénina matka zamlada
- 1955 Muž v povětří – role: referentka MNV Koubová
- 1965 Das Haus in der Karpfengasse (film SRN) (česky Dům v Kaprové ulici) – role: Mali Laufer
- 1975 Čtrnáctý v řadě

### Zpěv
- Diskretní budoár, dvou dívčích retů žár (Děvčátko, neříkej ne!, 1932) s Ottou Rubíkem
- Komu se nelení, tomu se zelení (Děvčátko, neříkej ne!, 1932) s Emanem Fialou
- Kotě, já bych pro tě zhubnul láskou jak tyčka v plotě (Děvčátko, neříkej ne!, 1932) s Jindřichem Plachtou
- Život je jen náhoda (Peníze nebo život, 1932) s Ljubou Hermanovou – dle některých pramenů dabing zpívaný Jožkou Srbovou a Boženou Schlesingerovou
- Ty náš svatý Antoníčku (U svatého Antoníčka, 1933) – s Ljubou Hermanovou
- Chudobná světnička (Matka Kráčmerka,1934) – s Rolfem Wankou
- Můj milý má mne rád (Hřích mládí, 1935)
- Dívenko spanilá (Výkřik do sibiřské noci, 1935) – s Arno Veleckým
- Telefonem k srdci (Koho jsem včera líbal?, 1936) – s Valtrem Taubem
- Jen vám, jen vám svou píseň zpívám (Sextánka, 1936)
- Ach není, tu není (Armádní dvojčata, 1937)
- Ó, hvězdy krásné, kam pospícháte (Armádní dvojčata, 1937)
- Pryč a pryč je všecko (Batalion, 1937)
- Nemám nic než to, co mám (Batalion, 1937)
- Ukolébavka (Krb bez ohně, 1937) – s R. A. Dvorským
- V roztoužení (Poslíček lásky, 1937)
- Mám jen jednu naději (Výdělečné ženy, 1937)
- Chci žít a jenom tebe milovat (Bláhové děvče, 1938) – s Járou Pospíšilem
- Jen jednu touhu mám (Bláhové děvče, 1938) – s Vladimírem Borským
- Pohádka mládí (Milování zakázáno, 1938)
- Pověz, pověz, kudy cestička (Jiný vzduch, 1939)
- Matějíčku, Matěji (U svatého Matěje, 1939) – s Jarou Kohoutem a Františkem Paulem
- Polibek za mřížemi (Veselá bída, 1939) – s Dano Živojnovičem
- Vždyť jsme jen jednou na světě (Veselá bída, 1939)
- Neapolitana (Píseň lásky, 1940)
- (ve filmu Noční motýl (1941) byla Hana Vítová ve zpěvu dabována Mílou Spazierovou-Hezkou, která zpívala písně „Zdá se mi“ a „Noční motýl“. Hana Vítová obě písničky natočila později na desku. Výsledek byl podle mnohých lepší, než v případě filmové nahrávky.)
- Měsíc už svítí do zahrad (Jarní píseň, 1944)
- Přesvatá matko, líbezná panno (Jarní píseň, 1944)
- (ve filmu Pytlákova schovanka aneb Šlechetný milionář (1949) byla Hana Vítová dabována v písních Vilmou Mayerovou)